# 니알라 (이란)
니알라(Niala, 페르시아어: نيالا)는 이란 마잔다란주에 있는 마을이다. 2006년 인구 총조사에서 인구는 381명, 107가구로 집계되었다.